# Olešnice (přítok Úpy)
Olešnice je potok na severovýchodě Čech, levostranný přítok řeky Úpy, který odvodňuje okolí města Červený Kostelec v okrese Náchod.

## Základní údaje
- Plocha povodí 43,4 km²
- Délka toku 18,6 km
- Průměrný průtok u ústí 0,31 m³/s

## Popis
Olešnice pramení v Horním Kostelci na svazích Jestřebích hor. Protéká západním okrajem města Červený Kostelec, kde přiímá zleva Červený potok. Nad Řešetovou Lhotou přibírá zleva Špinku, která odvádí vody z rybníků Čermák, Brodský a Špinka. Vlévá se zleva do Úpy u Vilémova mostu ve Zlíči.

### Přítoky
- Červený potok – zleva v Červeném Kostelci
- Špinka – zleva nad Řešetovou Lhotou